# فرانسیس سیگوئنزا
فرانسیس سیگوئنزا (فرانسوی: Francis Siguenza‎؛ زادهٔ ۳۰ نوامبر ۱۹۳۰) دوچرخه‌سوار اهل فرانسه است.